# Paul John Flory
Paul John Flory (Sterling, Illinois, EUA 1910 - Big Sur 1985) fou un químic i professor universitari guardonat amb el Premi Nobel de Química l'any 1974.

## Biografia
Va néixer el 19 de juny de 1910 a la població de Sterling, situada a l'estat nord-americà d'Illinois. Després de graduar-se en química a la Elgin High School l'any 1927, aconseguí el doctorat a la Universitat Estatal d'Ohio l'any 1934. El 1961 fou nomenat professor de química a la Universitat Stanford.
Flory morí el 9 de setembre de 1985 a la població de Big Sur, situada a l'estat de Califòrnia.

## Recerca científica
Inicià la seva recerca a la companyia farmacèutica DuPont al costat de Wallace Carothers, l'inventor del niló, amb el qual treballà al voltant de la creació dels polímers. Flory fou el primer a aclarir i explicar la connexió entre les longituds de les molècules formades en cadena i les condicions de reacció que aquestes determinen. Per a això va operar amb una tècnica que va anomenar temperatura zeta i punt zeta, reanomenada actualment en el seu honor temperatura Flory, per la qual la molècula assumeix un tipus d'estat òptim de compactació i insolubritat que varia segons els tipus de polímers i diferents agents dissolvents. La seva investigació es va orientar a descobrir com es formen les molècules que després s'enllacen en llargues cadenes, processos de gran importància en la fabricació de plàstics.
L'any 1974 li fou concedit el Premi Nobel de Química pels seus estudis, teòrics i pràctics, en la fisicoquímica de les macromolècules.